# Lectoure
Lectoure (en occitano Leitora) es una población y comuna francesa, situada en la región de Mediodía-Pirineos, departamento de Gers.Ciudad situada en Lomagne a 22 km al oeste de  Condom, a 35 km al sur de Agen y 35 km al norte de Auch, en el Gers.
La ruta del Camino de Santiago de Le Puy pasa por Lectoure en dirección a Ostabat-Asme, donde confluye con los Caminos de Tours y de Vézelay. El tramo de 35 km del Camino de Le Puy entre Lectoure y Condom está incluido en el bien cultural "Los Caminos de Santiago en Francia", inscrito en 1998 en la lista de Patrimonio de la Humanidad de la Unesco.

## Demografía
| 5 503                     | 5 453 | 6 360 | 6 109 | 6 262 | lac. | 6 352 | 6 225 | 6 098 | 5 914 | 6 086 | 5 733 | 5 507 | 5 542 | 5 272 | 4 994 | 4 736 | 4 495 | 4 310 | 4 166 | 3 726 | 4 040 | 4 218 | 4 407 | 3 955 | 4 134 | 3 908 | 3 950 | 3 790 | 3 923 | 4 034 | 3 933 | 3 746 |
| (Fuente: INSEE y Cassini) |       |       |       |       |      |       |       |       |       |       |       |       |       |       |       |       |       |       |       |       |       |       |       |       |       |       |       |       |       |       |       |       |